# Најмегенски мир
Најмегенски мир или мировни споразуми из Најмегена представљају серију споразума, који су потписани у холандском граду Најмегену од августа 1678. до децембра 1679. године. Тим мировним споразумима завршен је Француско-холандски рат (1672—1678).

## Мировни споразуми
Француско-холандски рат изазвао је неколико ратова, који се различито зову. Један од њих је Трећи англо-холандски рат или Сканијски рат, који је директно изазван и представља део Француско-холандског рата. Потписани су следећи мировни споразуми:
- 10. августа 1678 — између Француске и Низоземске републике. Шведска није била део тог споразума, али параграф у споразуму присиљавао је Низоземску републику да прекине рат са Шведском, са којом је ратовала од 1675.
- 19. септембра 1678 — Француска и Шпанија су потписале споразум
- 26. јануара 1679 — Француска је потписала мира са Светим римским царством
- 26. јануара 1679 — Шведска је потписала мира са Светим римским царством
- 19. марта 1679 — Шведска је потписала мир са Минстером
- 2. октобра 1679 — Шведска је потписала мира са Низоземском републиком

## Територијалне промене
Француска је вратила све освојене холандске територије, али је добила:
- Франш-Конте[2]
- Хаити
- нешто градова и територија у Шпанској Низоземској
- велики део Алзаса и Лорене и Фрајбург

Шпанија и Свето римско царство у почетку нису хтели да потпишу такав мир, али када је Холандија закључила мировни споразум и они су били принуђени да га склопе. Минстерска војска је по одредбама споразума била принуђена да не учествује у данско-шведском рату.
Енглеска је у почетку била у рату, па се из њега била повукла 1674. године. Вестминстерским споразумом из 1674. је завршен Трећи англо-холандски рат. Мировни преговори, који су довели до Најмегенског мира започели су 1676, али ништа није било договорено све до 1678. године. Ти мировни споразуми нису довели до трајног мира. Неке од земаља потписница мира закључиле су већ међусобне мировне споразуме:
- Споразум у Келу, представља мировни споразум Шведске и Линебурга
- Споразум у Сен Жермену је био споразум Француске и Шведске са Бранденбургом
- Споразум у Фонтенблоу, где је Француска диктирала мир између Шведске у Данске-Норвешке